# Blanco (Texas)
Pour les articles homonymes, voir Blanco.
La ville de Blanco (en anglais [ˈblæŋkoʊ]) est située dans le comté de Blanco, dans l’État du Texas, aux États-Unis. Sa population s’élevait à 1 739 habitants lors du recensement de 2010, estimée à 2 027 habitants en 2017.

## Source
- (en) Cet article est partiellement ou en totalité issu de l’article de Wikipédia en anglais intitulé « Blanco, Texas » (voir la liste des auteurs).